# Accident de l'avion d'Eduardo Campos
L'accident de l'avion d'Eduardo Campos, candidat socialiste à l’élection présidentielle brésilienne de 2014, survient le 13 aout 2014. Le Cessna Citation Excel s'écrase sur un gymnase d’une zone résidentielle de Santos, une ville du littoral de l’État de São Paulo (Brésil). Les sept personnes présentes dans l'avion, cinq passagers et deux pilotes, sont toutes décédées. Eduardo Campos figure parmi les victimes, de même que son assistant, l'ancien député fédéral Pedro Valadares.

## Caractéristiques de l'avion
Le jet Cessna, un bimoteur de 12 places, était l’avion de campagne d’Eduardo Campos. 

## Déroulement des faits

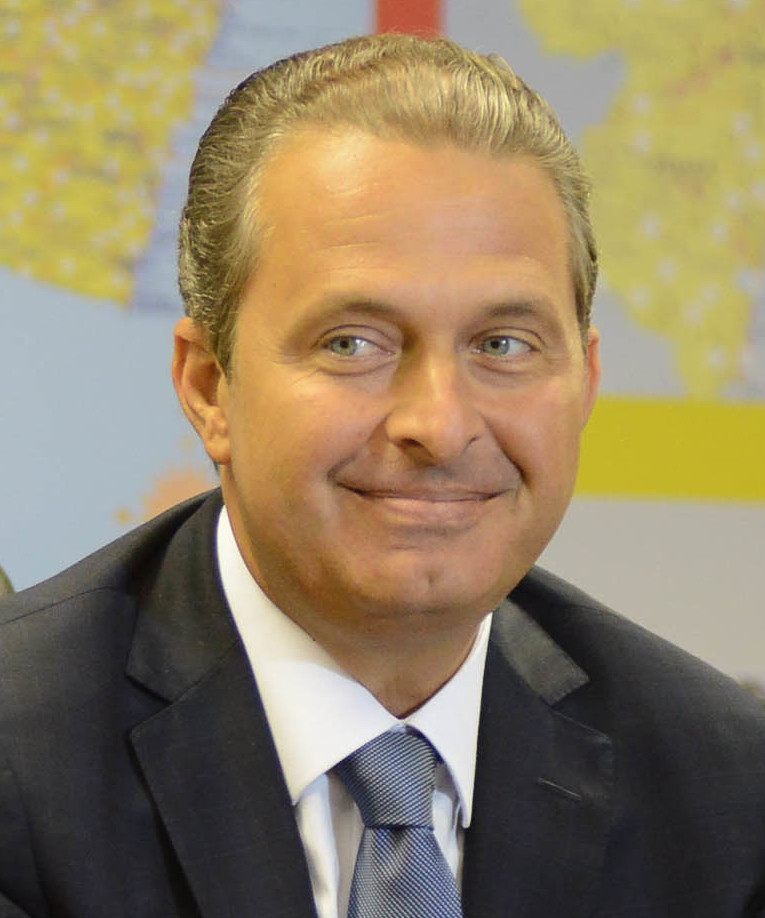
Eduardo Campos en 2013.

L'appareil a décollé de Rio de Janeiro pour la ville de Santos. En raison des mauvaises conditions météorologiques au moment de l'atterrissage, le pilote a décidé de réaliser une deuxième tentative pour tenter d'atterrir. Le contact a été perdu à 9 h 23 heure locale, puis vers 10 h, l'avion s'est écrasé sur deux maisons et un gymnase à Santos. Des témoins ont rapporté que l'avion était en feu pendant quelques minutes avant l'accident et a tenté d'éviter des bâtiments.
L’armée de l’air brésilienne indique qu'alors que l'avion se préparait à atterrir, il a repris de l’altitude en raison du mauvais temps. Tout de suite après, le contrôle aérien a perdu le contact avec l’avion.

## Conséquences
Dans un communiqué, la présidente du Brésil, Dilma Rousseff, a décrété un deuil national de trois jours et annoncé la suspension de la campagne électorale. « Tout le Brésil est en deuil, nous avons perdu un grand Brésilien, Eduardo Campos. Nous avons perdu un grand compagnon », a-t-elle déclaré.
Eduardo Campos est remplacé comme candidat du Parti socialiste brésilien par sa colistière, Marina Silva, qui jouit d'une forte popularité. Le 5 octobre, elle arrive troisième du premier tour avec 21,32 % des voix.